# Deccanometrus liurus
Espèce
Synonymes
- Palamnaeus liurus Pocock, 1897
- Heterometrus liurus (Pocock, 1897)

Deccanometrus liurus est une espèce de scorpions de la famille des Scorpionidae.

## Distribution
Cette espèce est endémique du Madhya Pradesh en Inde. Elle se rencontre vers Gwalior et Bhopal.

## Description
L'holotype mesure 80 mm.
Deccanometrus liurus mesure jusqu'à 80 mm.

## Systématique et taxinomie
Cette espèce a été décrite sous le protonyme Palamnaeus liurus par Pocock en 1897. Elle est placée dans le genre Heterometrus par Kraepelin en 1899 puis dans le genre Deccanometrus par Prendini et Loria en 2020.

## Publication originale
- Pocock, 1897 : « Descriptions of some new species of scorpions from India. » Journal of the Bombay Natural History Society, vol. 11, p. 102–117 (texte intégral).